# Équipe d'Espagne des moins de 17 ans de football
Cet article traite de l'équipe masculine. Pour l'équipe féminine, voir Équipe d'Espagne féminine de football des moins de 17 ans.
Maillots
L'équipe d'Espagne des moins de 17 ans est placée sous la responsabilité de la Fédération d'Espagne de football. Elle remplace au niveau international l’équipe des moins de 16 ans  après les changements de catégories opérés par la FIFA en 1991 et par l'UEFA en 2002 . 
L'équipe a remporté huit fois le championnat d'Europe des moins de 17 ans, et a été par quatre fois finaliste de la Coupe du monde des moins de 17 ans.

## Parcours au Championnat d'Europe des moins de 17 ans
| - 1982 : Non qualifiée - 1984 : Non qualifiée - 1985 : 3e - 1986 : Vainqueur - 1987 : Non qualifiée - 1988 : Vainqueur - 1989 : Quatrième - 1990 : 1er tour - 1991 : Vainqueur - 1992 : Finaliste - 1993 : Quart de finaliste - 1994 : 1er tour - 1995 : Finaliste - 1996 : Non qualifiée - 1997 : Vainqueur - 1998 : 3e - 1999 : Vainqueur - 2000 : Quart de finaliste - 2001 : Vainqueur - 2002 : Quatrième - 2003 : Finaliste |  | - 2004 : Finaliste - 2005 : Tour Élite - 2006 : 3e - 2007 : Vainqueur - 2008 : Vainqueur - 2009 : 1er tour - 2010 : Finaliste - 2011 : Tour Élite - 2012 : Tour Élite - 2013 : Tour Élite - 2014 : Tour Élite - 2015 : Quart de finaliste - 2016 : Finaliste - 2017 : Vainqueur - 2018 : Quart de finaliste - 2019 : Demi-finaliste - 2020 - 2021 : Éditions annulées - 2022 : Quart de finaliste - 2023 : Demi-finaliste |

## Parcours en Coupe du monde des moins de 17 ans
- 1985 : Non qualifiée
- 1987 : Non qualifiée
- 1989 : Non qualifiée
- 1991 :  Finaliste
- 1993 : Non qualifiée
- 1995 : Phase de groupes
- 1997 :  3e
- 1999 : Phase de groupes
- 2001 : Phase de groupes
- 2003 :  Finaliste
- 2005 : Non qualifiée
- 2007 :  Finaliste
- 2009 :  3e
- 2011 : Non qualifiée
- 2013 : Non qualifiée
- 2015 : Non qualifiée
- 2017 :  Finaliste
- 2019 : Quart de finaliste
- 2023 : Qualifié

## Palmarès
- Coupe du monde des moins de 17 ans
  - Finaliste : 1991, 2003, 2007 et 2017.

- Championnat d'Europe des moins de 17 ans (9)
  - Vainqueur : 1986, 1988, 1991, 1997,1999, 2001, 2007, 2008 et 2017.
  - Finaliste : 1992, 1995, 2003, 2004, 2010 et 2016
  - 3e : 1985, 1998 et 2006.

## Liste des joueurs en Coupe du monde
- Liste des joueurs pour la Coupe du monde des moins de 17 ans 2009

| Numéro / Nom       | Numéro / Nom    | Equipe actuelle       | Date de naissance | J.              |                 |                 |                 |                 |
| Gardiens de but    | Gardiens de but | Gardiens de but       | Gardiens de but   | Gardiens de but | Gardiens de but | Gardiens de but | Gardiens de but | Gardiens de but |
| ------------------ | --------------- | --------------------- | ----------------- | --------------- | --------------- | --------------- | --------------- | --------------- |
| 1                  | Edgar           | Espanyol de Barcelone | 12.2.1992         | 6               | 0               | 0               | 0               | 0               |
| 13                 | Julen Celaya    | Real Sociedad         | 25.1.1992         | 1               | 0               | 0               | 0               | 0               |
| 21                 | Yeray           | RCD Majorque          | 10.6.1992         | 1               | 0               | 0               | 0               | 0               |
| Défenseurs         |                 |                       |                   |                 |                 |                 |                 |                 |
| 2                  | Albert Blázquez | Espanyol de Barcelone | 21.1.1992         | 3               | 0               | 0               | 0               | 0               |
| 3                  | Jon Aurtenetxe  | Athletic Bilbao       | 3.1.1992          | 5               | 0               | 2               | 0               | 0               |
| 4                  | Sergi Gómez     | FC Barcelone          | 28.03.1992        | 6               | 0               | 1               | 0               | 0               |
| 5                  | Marc Muniesa    | FC Barcelone          | 27.03.1992        | 5               | 0               | 0               | 0               | 0               |
| 14                 | Jordi Amat      | Espanyol de Barcelone | 21.3.1992         | 5               | 0               | 0               | 0               | 0               |
| 20                 | Albert Dalmau   | FC Barcelone          | 16.3.1992         | 7               | 0               | 0               | 0               | 0               |
| Milieux de terrain |                 |                       |                   |                 |                 |                 |                 |                 |
| 6                  | Koke            | Atlético de Madrid    | 8.1.1992          | 6               | 0               | 2               | 0               | 0               |
| 8                  | Edu Ramos       | Málaga CF             | 17.2.1992         | 4               | 0               | 2               | 0               | 0               |
| 11                 | Adrià Carmona   | FC Barcelone          | 8.2.1992          | 5               | 3               | 0               | 0               | 0               |
| 15                 | Javier Espinosa | FC Barcelone          | 19.9.1992         | 3               | 1               | 0               | 0               | 0               |
| 16                 | Kamal           | Real Madrid CF        | 9.3.1992          | 3               | 0               | 0               | 0               | 0               |
| 17                 | Pablo Sarabia   | Real Madrid CF        | 11.5.1992         | 7               | 1               | 0               | 0               | 0               |
| 18                 | Sergi Roberto   | FC Barcelone          | 7.2.1992          | 6               | 3               | 1               | 0               | 0               |
| 19                 | Kevin           | Real Saragosse        | 13.2.1992         | 3               | 0               | 0               | 0               | 0               |
| Attaquants         |                 |                       |                   |                 |                 |                 |                 |                 |
| 7                  | Iker Muniain    | Athletic Bilbao       | 19.12.1992        | 6               | 0               | 1               | 0               | 0               |
| 9                  | Borja           | Atlético de Madrid    | 25.8.1992         | 6               | 5               | 0               | 0               | 0               |
| 10                 | Isco            | Valence CF            | 21.4.1992         | 6               | 3               | 1               | 0               | 0               |
| 12                 | Álvaro Morata   | Real Madrid CF        | 23.10.1992        | 4               | 2               | 0               | 0               | 0               |
| Sélectionneur      |                 |                       |                   |                 |                 |                 |                 |                 |
|                    | Ginés Meléndez  | -                     |                   |                 |                 |                 |                 |                 |